# (4154) Rumsey
Pour les articles homonymes, voir Rumsey.
(4154) Rumsey est un astéroïde de la ceinture principale.

## Description
(4154) Rumsey est un astéroïde de la ceinture principale. Il fut découvert le 10 juillet 1985 à Lac Tekapo par Alan C. Gilmore et Pamela M. Kilmartin. Il présente une orbite caractérisée par un demi-grand axe de 2,54 UA, une excentricité de 0,20 et une inclinaison de 6,7° par rapport à l'écliptique.

## Compléments